# Скугорево
 Скугорево — деревня в Смоленской области России, в Тёмкинском районе. Население — 32 жителя (2007 год). Расположена в восточной части области в 17 км к северо-востоку от Тёмкина, в 10 км к западу от границы с Калужской областью. 
Входит в состав Васильевского сельского поселения.

## История
Ранее владельческое сельцо в составе Гжатского уезда. В середине XVIII века принадлежало роду дворян Воейковых. В 1776 году в сельце был построен двухэтажный усадебный дом с флигелями и хозяйственными постройками, разбит парк с прудами и оранжереями. В усадьбе была обширная библиотека и множество произведений искусства. В Отечественную войну 1812 года усадьба стала известна, как первая ставка партизана Дениса Давыдова. Последним владельцем усадьбы из рода Воейковых был Пётр Степанович, бывший уездным предводителем дворянства Гжатского уезда и почётным гражданином города Гжатск. Ввиду отсутствия прямых наследников он завещал имение дальней родственнице из рода генерала Демерчикова. В 1891 году она продаёт Скугорево адвокату Дерюжинскому, который в 1894 году перепродаёт его министру юстиции Муравьёву Н. В. Имение становится одним из центров культурной жизни Смоленщины. В 1896 году Муравьёв открывает школу для крестьянских детей. В 1898 году им была построена каменная церковь-школа. Школа, занимавшая большую часть здания, отделялась от храма лёгкими передвижными щитами. Во время богослужений щиты убирались, школа становилась продолжением храма, который вмещал до 400 молящихся. Иконы для храма написал местный иконописец Корольков. На освящении храма присутствовали епископ Смоленский Никанор, губернатор В. О. Сосновский, а также известный адвокат Плевако Ф. Н. Фёдор Никифорович Плевако подарил храму богатую утварь и был избран старостой храма и почётным попечителем школы. В этом же году владелец имения открывает сельскохозяйственную школу для крестьянских детей, которым во время обучения выплачивалась стипендия.
В 1918 году имение было национализировано. На базе усадьбы был организован музей. В 1921 году при проверке музея ценностей обнаружено не было. Часть из найденных в деревне и окрестных сёлах ценностей была передана в Московский Румянцевский музей (сейчас Российская государственная библиотека). Часть ценностей сейчас хранится в Смоленском музее-заповеднике.
В настоящее время от усадьбы остались руины усадебного дома и остатки парка.